# Typhlocyba aureolineata
Typhlocyba aureolineata är en insektsart som beskrevs av Ruppel och Delong 1953. Typhlocyba aureolineata ingår i släktet Typhlocyba och familjen dvärgstritar. Inga underarter finns listade i Catalogue of Life.